# Мястко
Мя́стко (пол. Miastko, кашуб. Miastkò), Руммельсбург (нем. Rummelsburg) — город в Польше, входит в Поморское воеводство, Бытувский повят. Имеет статус городско-сельской гмины. Занимает площадь 15,68 км². Население — 11 123 человека (на 2004 год).

## Галерея

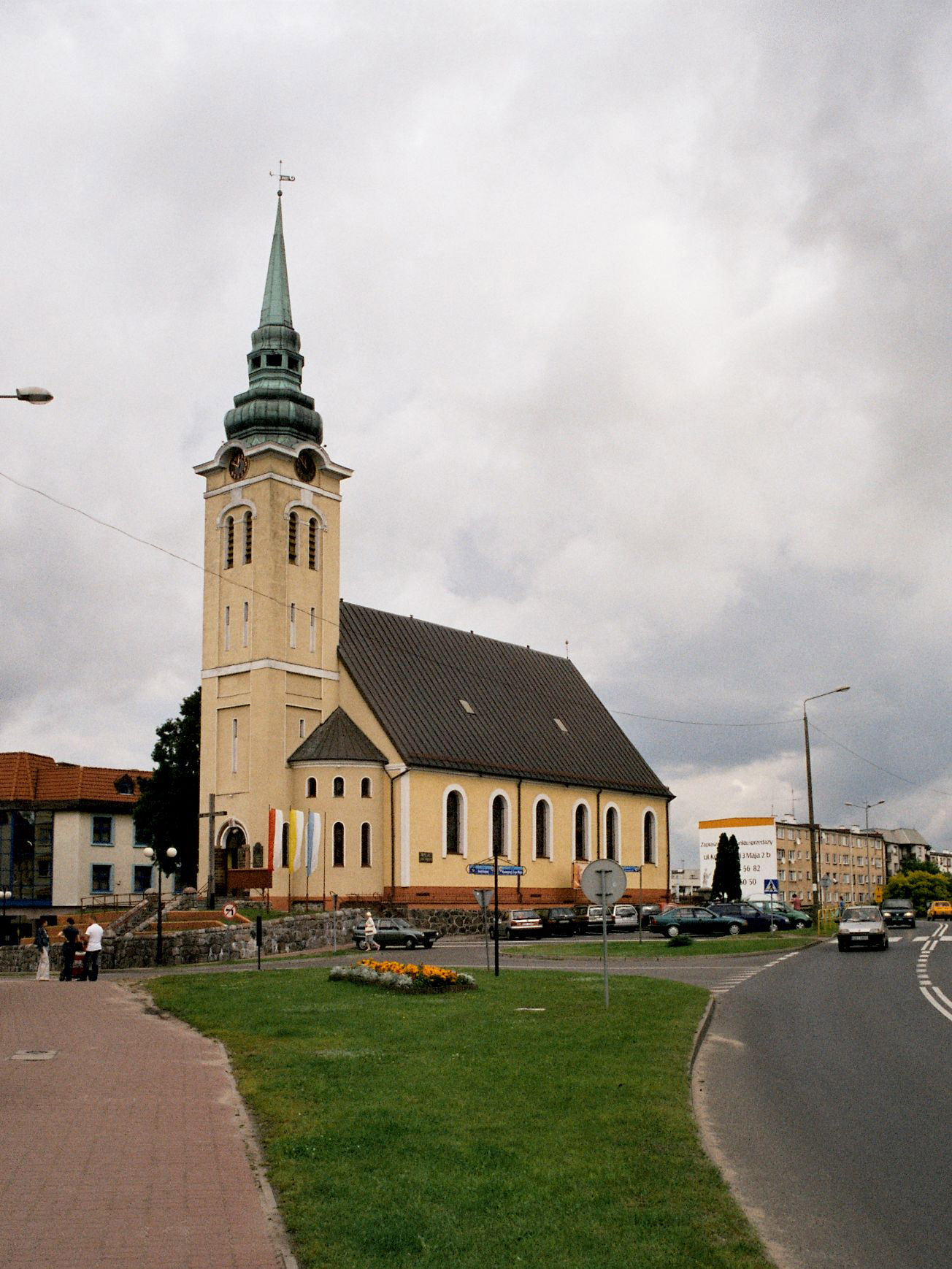
Костёл
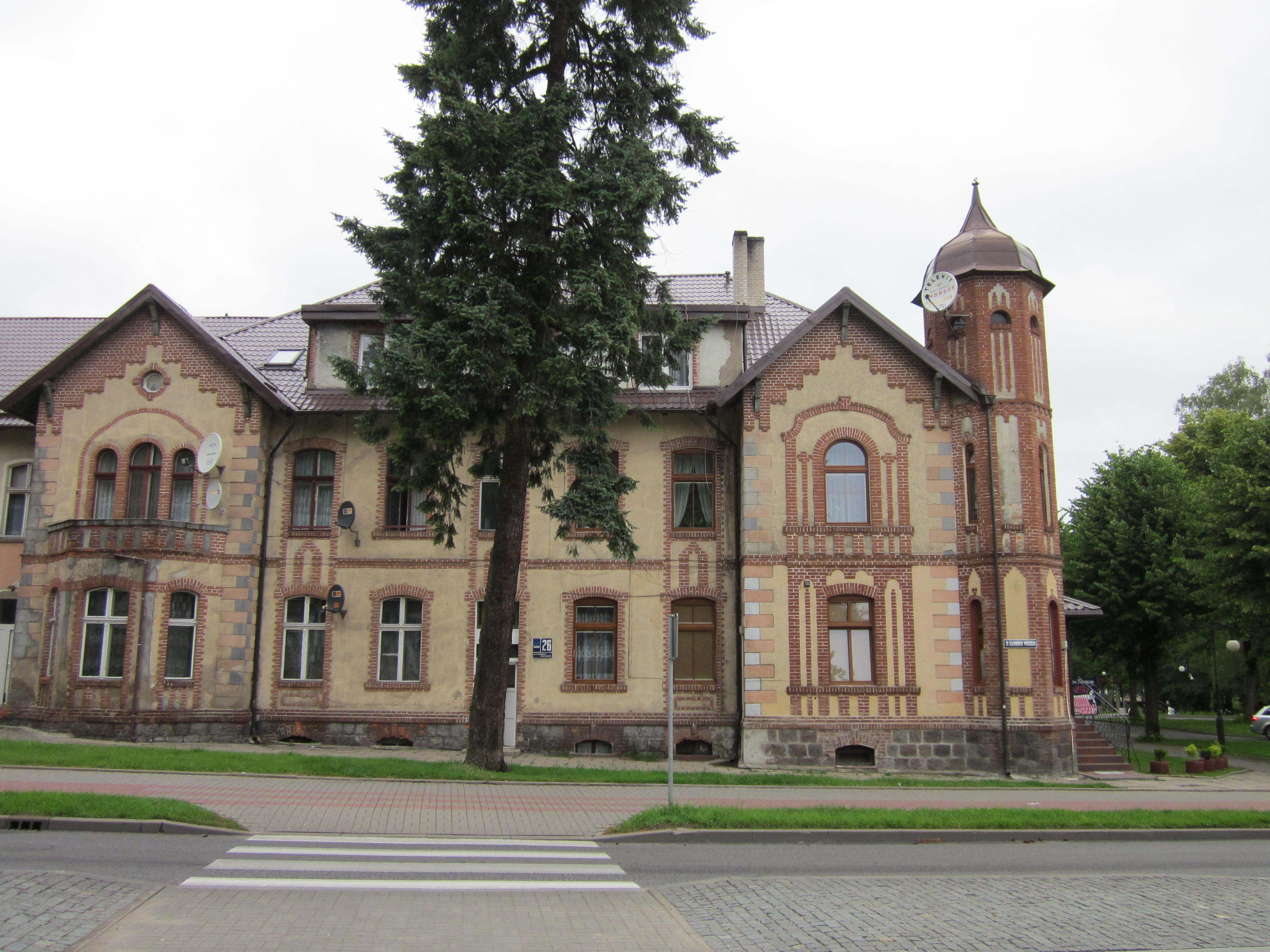
Старинный дом
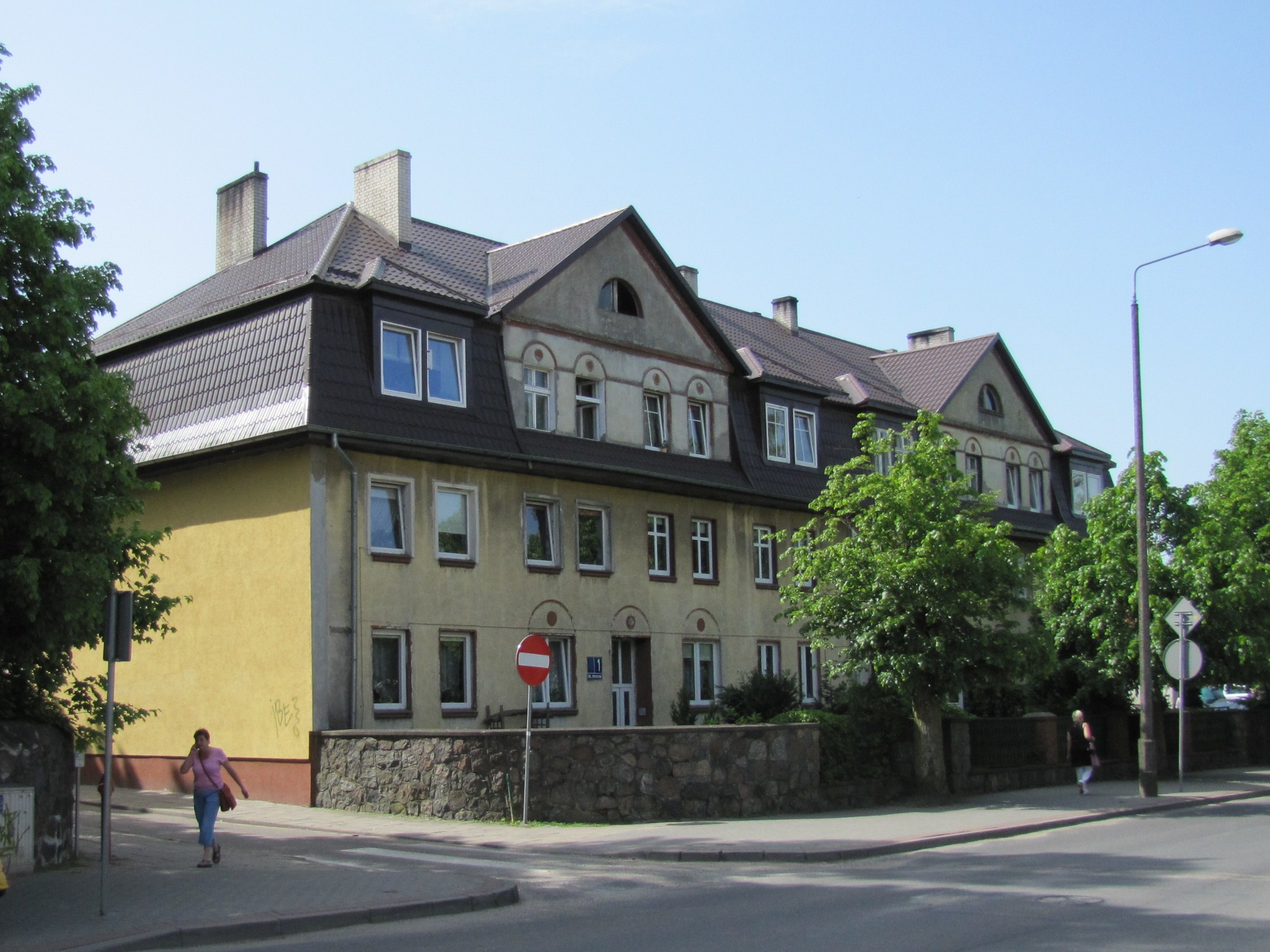
Старинный дом
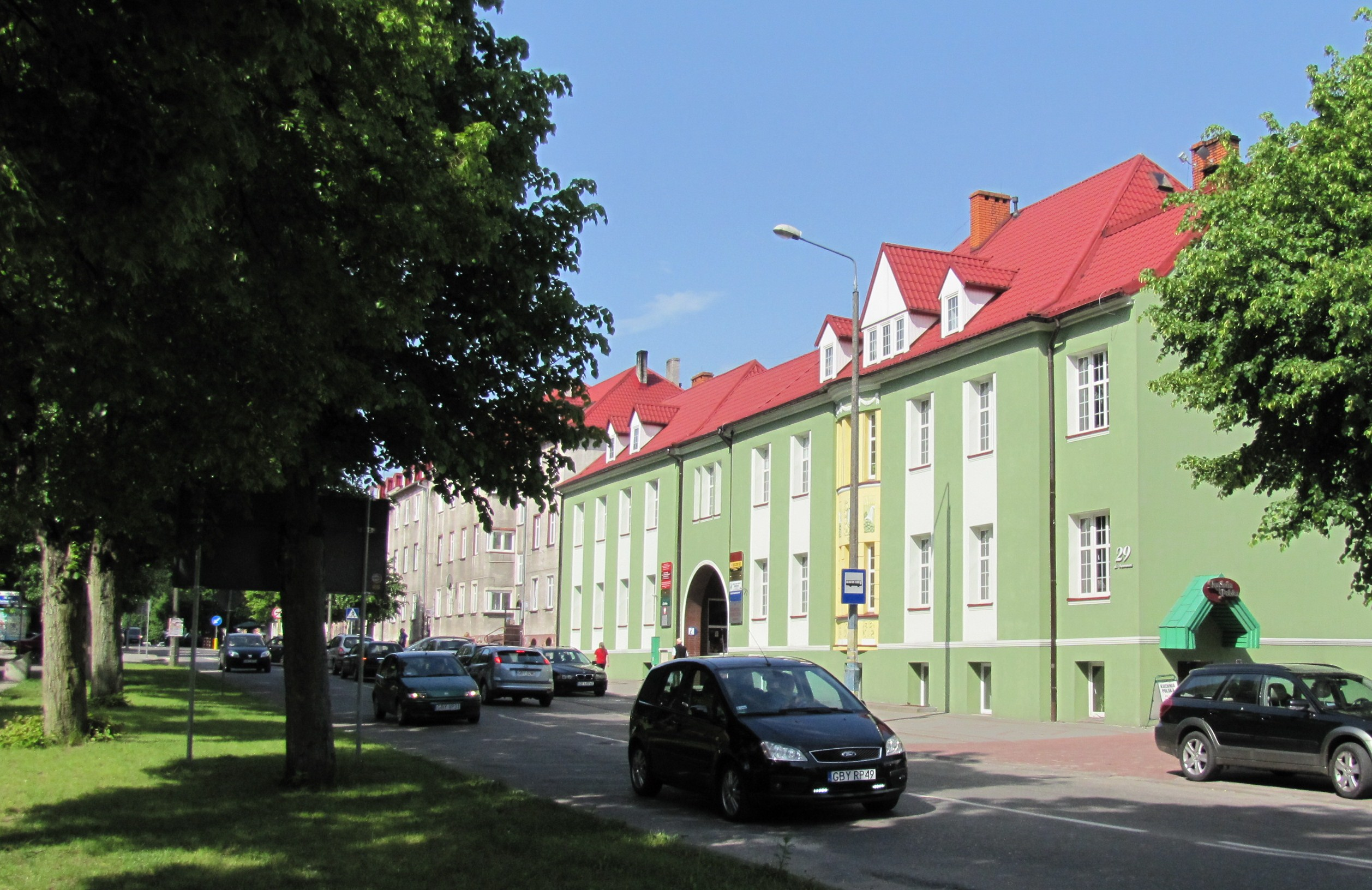
Старинный дом
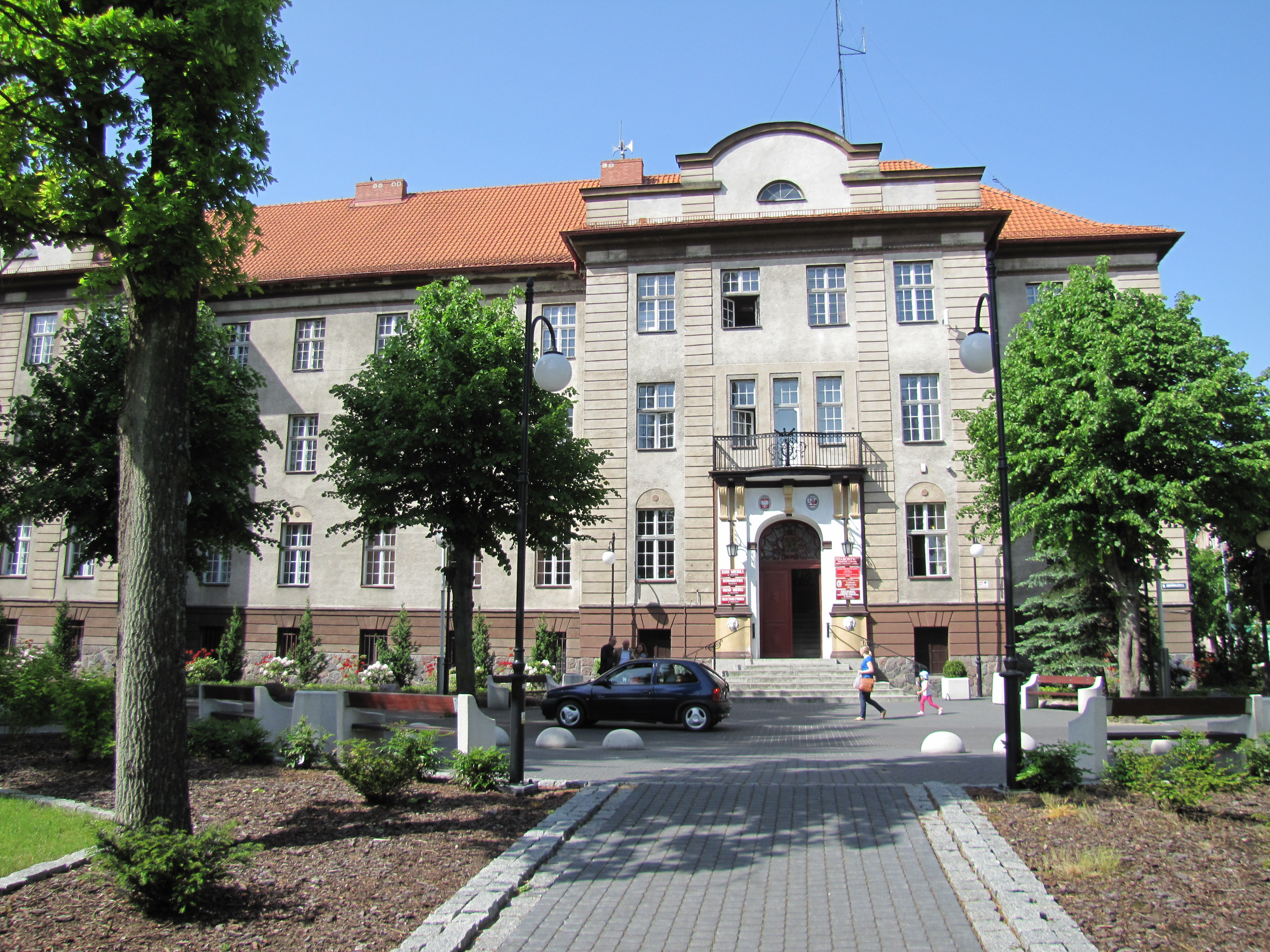
Старинный дом
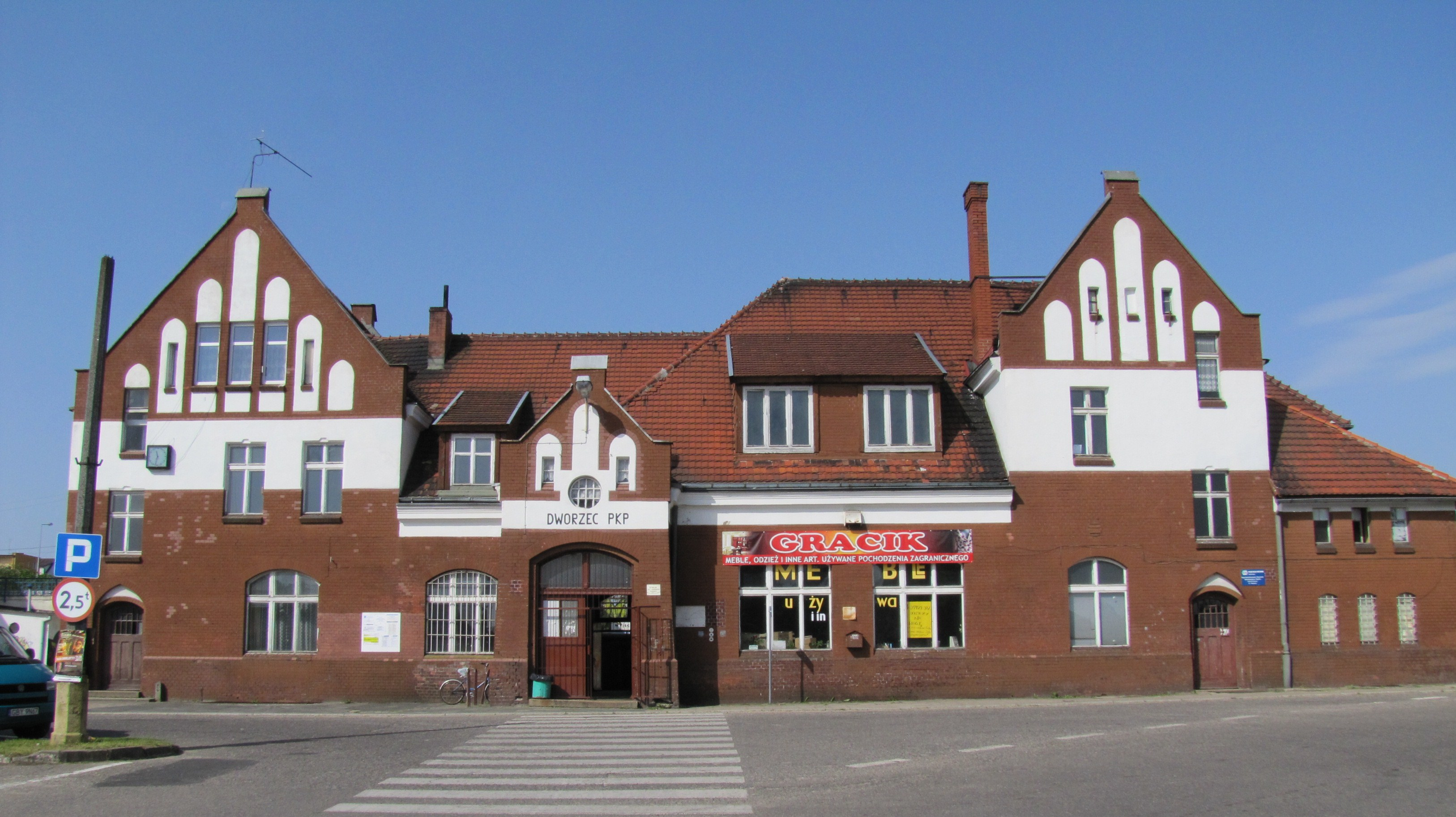
Вокзал
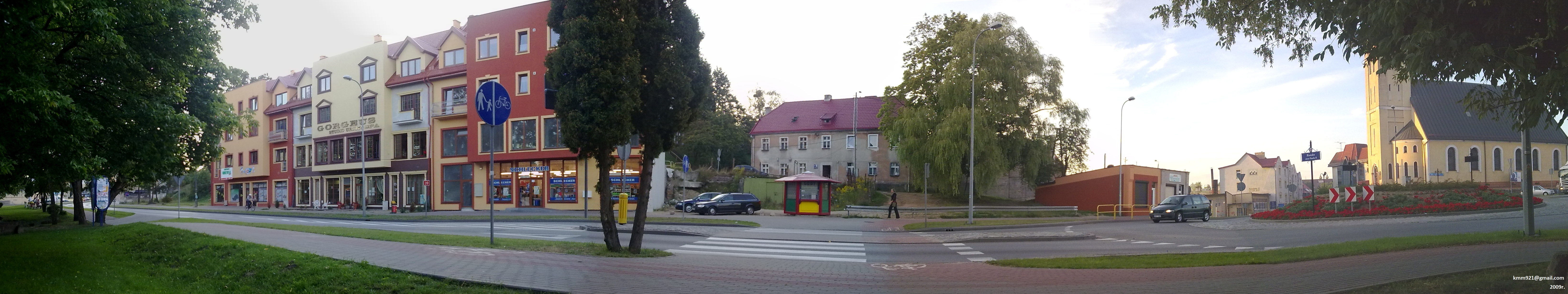
Панорама города